# Лігота-Тошецька
Лігота-То́шецька (пол. Ligota Toszecka) — село в Польщі, у гміні Тошек Гливицького повіту Сілезького воєводства.
Населення — 283 особи (2011).
У 1975—1998 роках село належало до Катовицького воєводства.

## Демографія
Демографічна структура станом на 31 березня 2011 року:
|          | Загалом | Допрацездатний вік | Працездатний вік | Постпрацездатний вік |
| -------- | ------- | ------------------ | ---------------- | -------------------- |
| Чоловіки | 138     | 35                 | 93               | 10                   |
| Жінки    | 145     | 26                 | 95               | 24                   |
| Разом    | 283     | 61                 | 188              | 34                   |